# Conophyma vavilovi
Conophyma vavilovi är en insektsart som beskrevs av Bei-bienko 1963. Conophyma vavilovi ingår i släktet Conophyma och familjen Dericorythidae. Inga underarter finns listade i Catalogue of Life.